# Kawęczyn (powiat inowrocławski)
Kawęczyn – wieś w Polsce położona w województwie kujawsko-pomorskim, w powiecie inowrocławskim, w gminie Gniewkowo.

## Podział administracyjny
W latach 1975–1998 miejscowość należała administracyjnie do województwa bydgoskiego.

## Demografia
Według Narodowego Spisu Powszechnego (III 2011 r.) wieś liczyła 310 mieszkańców. Jest ósmą co do wielkości miejscowością gminy Gniewkowo.

## Zabytki
Według rejestru zabytków NID na listę zabytków wpisany jest zespół pałacowy, nr rej.: A/1140/1-4 z 16.12.1991:
- pałac, obecnie Dom Pomocy Społecznej, 2 poł. XIX w.
- magazyn zbożowy, 1910
- gorzelnia, 1886
- park, pocz. XIX w.

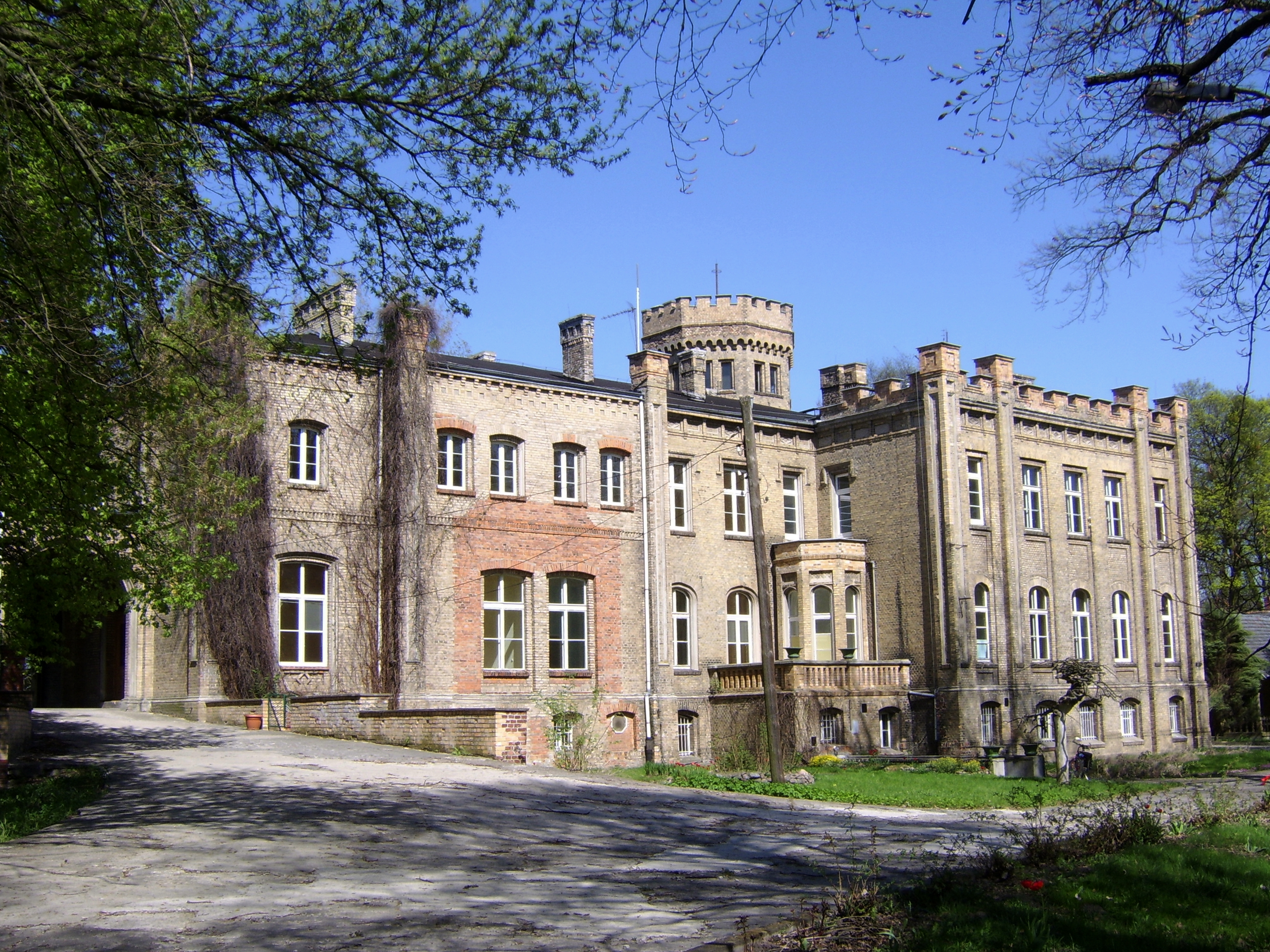
Pałac
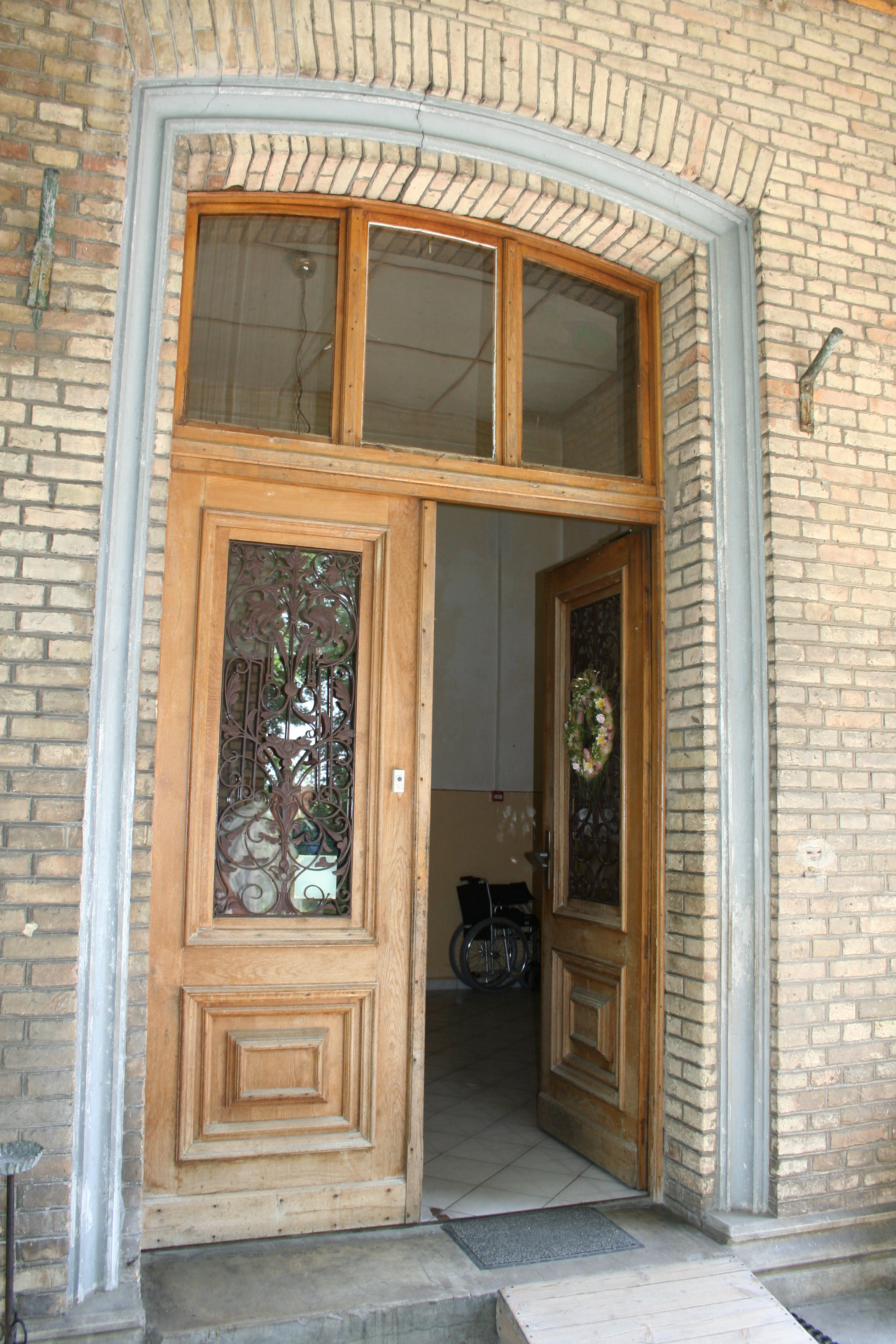
Wejście do pałacu
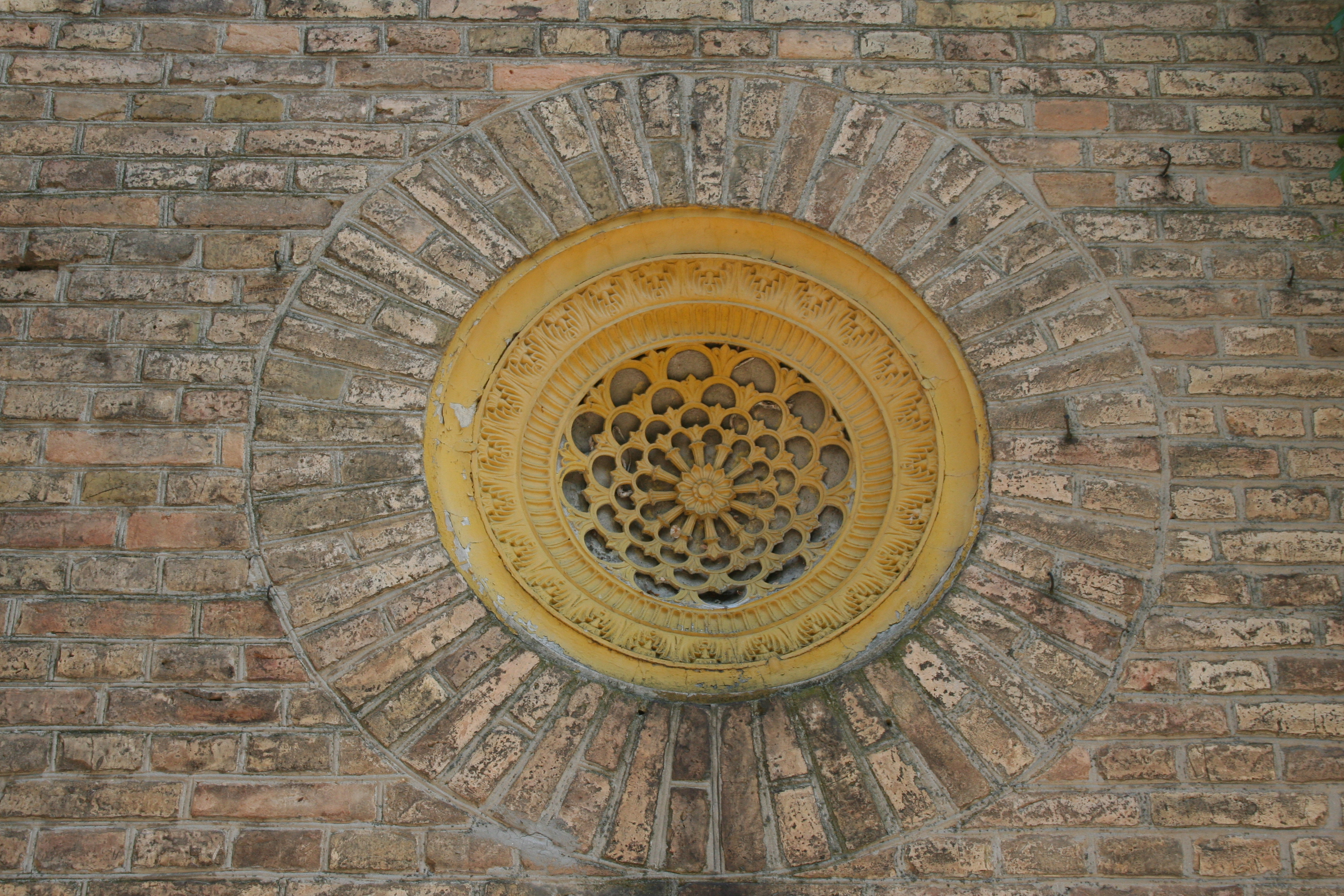
Pałac – detal
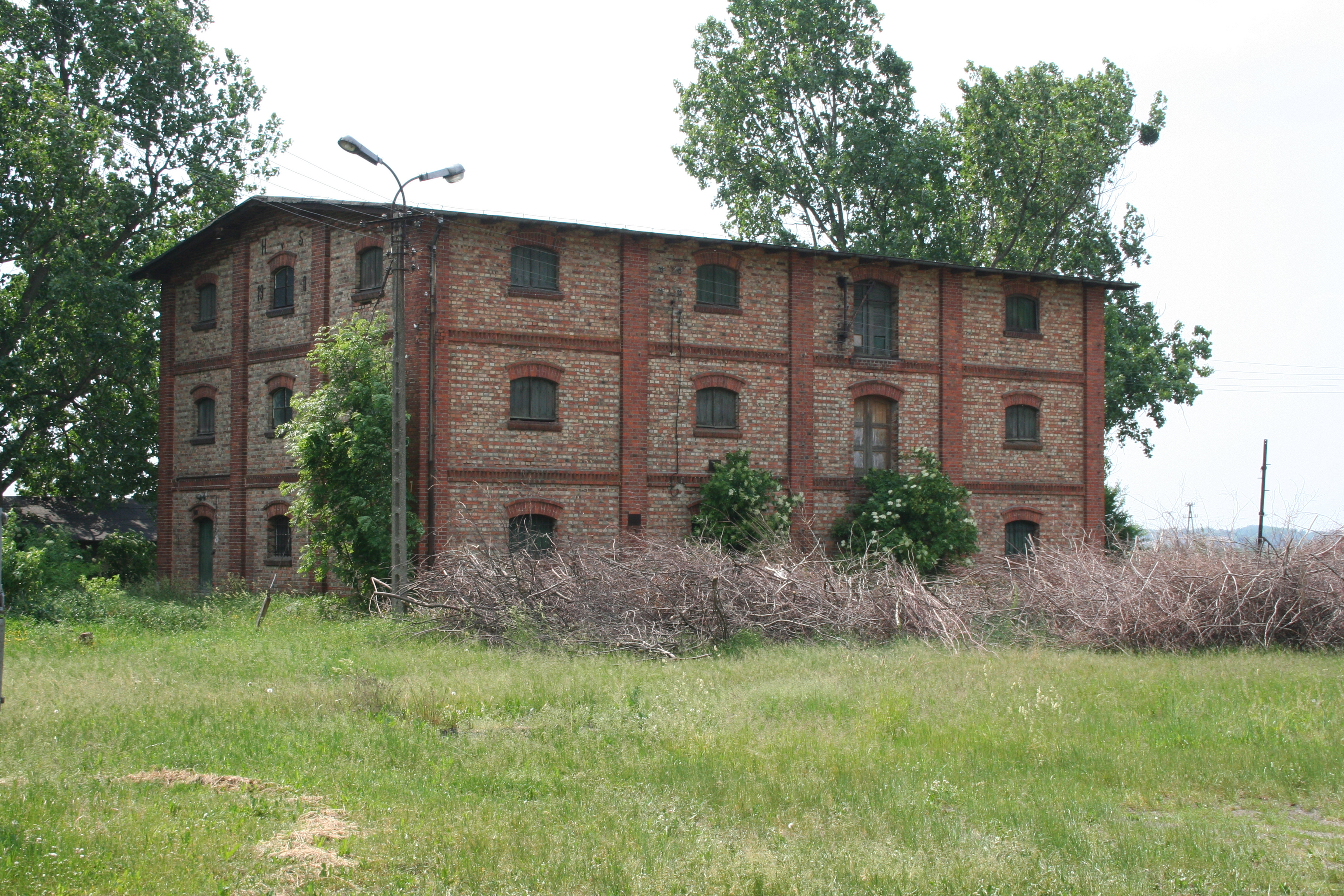
Magazyn zbożowy